# Yuki Tsunoda
Yuki Tsunoda (jap.: 角田 裕毅) (Sagamihara, Kanagawa, Japan, 11. svibnja 2000.) je japanski vozač Formule 1 za momčad AlphaTauri. Godine 2018. osvojio je naslov prvaka u Japanskoj Formuli 4.

## Djetinjstvo
Yuki Tsunoda rođen je u Japanu 11. svibnja 2000. u gradu Sagamihara u prefekturi Kanagawa. Njegov otac se utrkivao u Gymkhana natjecanju, vrsti utrkivanja gdje vozač vozi isključivo protiv štoperice. Na stazi Nakai, kada su Yukiju bile četiri godine, prvi put je vozio karting. To iskustvo bilo je Yukijev početak u automobilizmu. Njegov otac bio je Yukijev mehaničar 14 godina, a sam Yuki kaže da je igrao veliku ulogu u njegovoj karijeri. Dolazio je na svaku utrku i podučavao ga kako da vozi i kako da bude brži. Nakon 14 godina Yukijev otac se povukao s mjesta mehaničara, no i dalje je s obitelji ostao podrška Yukiju tijekom njegove karijere. Kao najdražeg vozača, Yuki navodi Ayrtona Sennu, dok su mu dvije najdraže staze Suzuka i Hungaroring.

## Početak utrkivanja

### Karting
Tsunoda je 2009. ostvario prvi veći uspijeh u kartingu, kada je osvojio 3. mjesto u kategoriji East Japan Junior Expert Class. Sljedeće 2010. osvaja naslov u Haruna Cup Series Yamaha Cadets Open Class kategoriji, a 2011. još jedan naslov u Shin-Tokyo NIC Cup Series Yamaha Cadets Open Class prvenstvu. Godine 2012. osvaja 3. mjesto u JAF Junior Karting Championship FP-Jr Class prvenstvu, a sljedeće 2013. naslov u JAF Regional Karting Championship FS125 Class East Region kategoriji. U JAF All Japan Karting Championship FS125 Class prvenstvu je prvi put nastupio 2014., kada je osvojio 11. mjesto, no sljedeće 2015. u istom prvenstvu osvaja titulu viceprvaka.

### Japanska Formula 4
Iako se 2016. još natjecao u kartingu, s navršenih šesnaest godina u svibnju 2016., Tsunoda je mogao debitirati u jednosjedima. Pridružio se Japanskom Formula 4 prvenstvu na petoj rundi na stazi Suzuka, gdje su se 27. i 28. kolovoza vozile dvije utrke. Tsunoda je u bolidu Dome F110 s TOM'S Toyota motorom, vozio za momčad Sutekina Racing Team, gdje je na dvije utrke zamijenio Mikua Ikejimau. Na prvoj utrci osvojio je drugo mjesto iza pobjednika i osvajača pole positiona Takuye Otakija, dok je na drugoj utrci zauzeo četvrto mjesto. Te dvije utrke bile su dovoljne da privuče pažnju bivšeg vozača Formule 1 i višestrukog prvaka Japanske Formule 2 Satorua Nakajime, koji ga je preporučio Hondi.
Sljedeće 2017. prelazi u momčad Honda Formula Dream Project, te vozi cijelu sezonu. Momčadski kolege su mu Toshiki Oyu, Ukyo Sasahara i Takuya Otaki. Sezona se sastojala od sedam rundi, po dvije utrke na svakoj rundi. Tsunoda je već na prvoj utrci 7. travnja na Okayami stigao do prvog postolja, a na drugoj utrci do prve pobjede u sezoni. Prva utrka druge runde na Fujiju je bila jedina utrka te sezone koju je Tsunoda završio, no nije osvojio bodove, dok je na drugoj utrci osvojio peto mjesto. Uslijedilo je deveto mjesto na prvoj utrci treće runde na Autopolisu, dok je na drugoj utrci osvojio još jedno postolje. Nakon petog mjesta na stazi Sportsland Sugo, uslijedilo je jedino odustajanje te sezone za Tsunodu na istoj stazi na drugoj utrci. Nakon toga, prvenstvo se vratilo na stazu Fuji, gdje je Yuki osvojio drugu pobjedu u sezoni, dok je na drugoj utrci na Fujiju osvojio četvrto mjesto. Treća i posljednja pobjeda došla je na Suzuki, a na drugoj utrci na istoj stazi i posljednje postolje. Nakon što je na posljednjoj sedmoj rundi na stazi Motegi 11. i 12. studenog osvojio 16 bodova u dvije utrke, Tsunoda je sezonu završio na trećem mjestu u ukupnom poretku vozača sa 173 boda.
Tsunoda je sljedeće 2018. ostao u istoj momčadi, kao i njegov momčadski kolega Takuya Otaki. Toshiki Oyu i Ukyo Sasahara su napustili momčad, a na njihovo mjesto su došli Teppei Nator i Ren Sato. Sezona je sadržavala sedam rundi, po dvije utrke na svakoj rundi. Nakon što prvu utrku prve runde na Okayami 7. travnja Yuki nije završio, u sljedećih pet utrka, upisao je pet pobjeda. Osim na drugoj utrci na Okayami, pobijedio je i na stazama Fuji i Suzuka. Četvrta runda se vozila također na Fujiju, a ovoga puta, Tsunoda je osvojio dva postolja. Uslijedilo je još jedno postolje i šesta pobjeda u sezoni na petoj rundi na stazi Sportsland Sugo. Nakon što je na Autopolisu osvojio samo četiri boda, na posljednjoj rundi na Motegiju, stigao je do još jednog postolja i posljednje sedme pobjede. S osvojenih 245 bodova, odnosno 14 bodova više od drugoplasiranog Teppeija Natora, Tsunoda je osvojio naslov prvaka u Japanskoj Formuli 4.
Nakon što je osvojio naslov u Japanskoj F4, Honda je organizirala trodnevni test i Tsunodi je bilo jasno da treba nastupiti ako želi dobiti priliku utrkivati se u Europi. Yuki je na testu impresionirao, a privukao je interes i Helmuta Marka, te je od 2019. postao član Red Bullove juniorske akademije.

### EuroFormula Open
Prvu prvenstvenu utrku u Europi, Yuki je odvozio u Francuskoj 27. travnja 2019. na stazi Paul Ricard, u EuroFormula Open prvenstvu. Nakon osvajanja naslova u Japanskoj F4 2018., Tsunoda se sljedeće godine trebao natjecati u FIA Formula 3 prvenstvu i Europskoj Formuli Masters. No problemi s održavanjem Europske Formule Masters, prisilili su šefa Yukijeve momčad Motopark - Tima Rumpfkeila, da umjesto Europske Formule Masters, pristupi EuroFormuli Open. Sezona EuroFormule Open sadržavala je devet rundi, s po dvije utrke na svakoj rundi. Već na prvoj utrci prve runde na Paul Ricardu, Tsunoda je stigao do drugog mjesta u utrci iza pobjednika Liama Lawsona. Uslijedilo je šesto mjesto na drugoj utrci, te odustajanje na prvoj utrci druge runde na stazi Pau, dok na drugoj utrci na istoj stazi, Tsunoda stiže do drugog postolja u sezoni. Nakon četvrtog mjesta na prvoj utrci treće runde na Hockenheimringu, Yuki na drugoj utrci stiže do prve i jedine pobjede u EuroFormuli Open. Nakon toga slijedi još jedno postolje na Spa-Francorchampsu, te četvrto mjesto na Hungaroringu. Na šestoj i sedmoj rundi na Red Bull Ringu i Silverstoneu, Tsunoda nije nastupio jer su se istog datuma održavale utrke u FIA Formuli 3 prvenstvu, u kojem se Japanac natjecao i kojem je dao prednost u odnosu na EuroFormulu Open. Tsunoda se vratio EuroFormuli Open na osmoj rundi u Barceloni, gdje je osvojio ukupno sedam bodova u dvije utrke. Na posljednjoj devetoj rundi na Monzi, Yuki je osvojio još dva postolja, te s osvojenim 151 bodom, zauzeo četvrto mjesto u poretku konstruktora.

### Formula 3
Paralelno s EuroFormulom Open, Yuki se 2019. natjecao i u FIA Formula 3 prvenstvu za momčad Jenzer Motorsport. Momčadski kolege su mu bili Artjom Petrov i Andreas Estner, a bolid Dallara GP3/16 s Mecachrome V6 motorom. Upravo potpisani ugovor sa švicarskom momčadi Jenzer Motorsport bio je razlog Tsunodinog preseljenja iz Japana u grad Lyss u kantonu Bern u Švicarskoj, a ne u Milton Keynes u Engleskoj gdje je sjedište Red Bull Racinga i gdje se juniori Red Bullove akademije obično presele. Preseljenje u Europu, predstavljalo je za Tsunodu početni kulturološki šok, ali Japanac se brzo priviknuo. U slobodno vrijeme, često je igrao tenis i PES, te puno vozio biciklu kako bi ostao u formi. 
Sezona FIA Formula 3 prvenstva je počela 11. svibnja u Španjolskoj, a sadržavala je osam rundi, s po dvije utrke na svakoj rundi. Na prvoj rundi u Barceloni, Yuki je osvojio jedan bod, a na sljedećoj rundi na stazi Paul Ricard ukupno šest bodova. Uslijedila je treća runda na stazi Red Bull Ring, gdje Tsunoda nije osvojio bodove, a na četvrtoj rundi na Silverstoneu osvaja dva boda. Nakon toga uslijedili su bolji rezultati u drugom djelu sezone, te nakon šest osvojenih bodova na Hungaroringu, Tsunoda dolazi do prvoj postolja na drugoj utrci šeste runde na Spa-Francorchampsu. Još jedno postolje ostvaruje na prvoj utrci sedme runde u Monzi, dok na drugoj utrci ostvaruje svoju prvu i jedinu pobjedu u Formuli 3. Na drugoj utrci posljednje runde u Sočiju, Yuki je upisao i jedino odustajanje te sezone. Tijekom sezone za Jenzer Motorsport su još vozili Giorgio Carrara, Federico Malvestiti i Hon Chio Leong. Tsunoda je na kraju zauzeo deveto mjesto u poretku vozača s osvojenih 67 bodova. Jednak broj bodova je osvojio i Jenzer Motorsport, odnosno Tsunoda je bio jedini od šest Jenzerovih vozača koji su u sezoni osvojili bodove za momčad.

### Toyota Racing Series
Prije nastupanja u Formuli 2 koja je trebala početi u ožujku, Tsunoda se natjecao u Toyota Racing Series prvenstvu od 18. siječnja do 16. veljače 2020. Sezona se sastojala od pet rundi, s po tri utrke na svakoj rundi. Tsunoda je vozio za momčad M2 Competition u Tatuusovom FT-60 bolidu s Toyotinim motorom. Na drugoj utrci prve runde na stazi Highlands Motorsport Park, Yuki dolazi do prve i jedine pobjede u Toyota Racing Series prvenstvu. Na trećoj utrci druge runde na stazi Teretonga Park dolazi do trećeg mjesta, a još jedno postolje osvaja na trećoj utrci treće runde na Hamptonu. U posljednjih šest utrka na stazama Pukekohe i Manfeild, Yuki je osvajao bodove, no ne i postolja i pobjede. S osvojenih 257 bodova, Tsunoda je osvojio četvrto mjesto u konačnom poretku vozača.

## Formula 2

### Carlin (2020.)
2020.
Tjedan dana prije nego što je počelo Toyota Racing Series prvenstvo, 11. siječnja potvrđeno je da će Tsunoda voziti za momčad Carlin u Formuli 2 2020. Carlin je uz Tsunodu, doveo i Jehana Daruvalu koji je zajedno s Yukijem vozio Formulu 3 2019., no tada u različitim momčadima. Njih dvojica su zamijenili Louisa Delétraza i Nobuharua Matsushitu, koji su za Carlin u Formuli 2 vozili 2019. Sezona je trebala početi 21. ožujka na stazi Sakhir, no zbog pandemije koronavirusa, mnogo utrka je otkazano, a sezona je počela 4. srpnja na Red Bull Ringu. U trenutku početka sezone, nije se točno znalo koliko će se utrka voziti, no na kraju se sezona sastojala od 12 rundi, s po dvije utrke na svakoj rundi.
Prva utrka u Austriji nije dobro počela za Tsunodu. U prvom krugu u zavoju broj 3, Yuki je udario i izvrtio svog momčadskog kolegu Jehana Daruvalu, oštetivši sebi prednje krilo i zaradivši kaznu od 5 sekundi, a Daruvalu bacivši na začelje poretka. Zbog toga je svoju prvu utrku u Formuli 2 završio na 18. mjestu, a s obzirom na to da je s tog mjesta trebao startati u sprint utrku, ni u drugoj utrci nije osvojio bodove završivši na 11. mjestu. Glavna utrka druge runde vozila se 11. srpnja, također na Red Bull Ringu. Tsunoda je ovoga puta bio najbrži na slobodnom treningu, a u kvalifikacijama ga je tek na trenutak s vrha skinuo Guanyu Zhou, nakon čega je Yuki ekspresno uzvratio novim najbržim krugom, te stigao do prvog pole positiona u Formuli 2, koji mu je donio i prva četiri boda. Zbog odgode kvalifikacija za Veliku nagradu Štajerske u Formuli 1 zbog kiše, odgođena je i glavna utrka Formule 2. Dva sata nakon planiranog početka, utrka je krenula, a Tsunoda je poveo utrku. Cijelo vrijeme je bio vodeći vozač i u 24. krugu pozvan je u boks. Međutim, radio za prijenos poruka između boksa i vozača je zakazao, te Japanac nije dobio poruku momčadi. Morali su ga pozvati starinskim načinom, preko pitboarda na stazi, no Tsunodi su trebala tri kruga da ga primijeti. To ga je u konačnici vjerojatno koštalo pobjede jer je na starim gumama gubio vrijeme, a zbog problema pri promjeni prednjeg lijevog kotača pao je iza Guanyua Zhoua, Roberta Švarcmana i Calluma Ilotta. Na kraju je na najsvježijim gumama na gridu, stigao do drugog mjesta u utrci iza pobjednika Švarcmana. Sprint utrku je sljedeći dan startao sa sedmog mjesta, no odustao je zbog problema s kvačilom.
Nakon što je obje utrke treće runde na Hungaroringu završio izvan bodova, Tsunoda je 1. kolovoza na stazi Silverstone stigao do svoga drugog postolja u sezoni, kada je tri zavoja prije kraja uspio prestići Christiana Lundgaarda uzevši posljednje mjesto na postolju. Na sprint utrci dan kasnije, Callum Ilott je manjim kontaktom u zavoju Village izvrtio Yukija Tsunodu, a Japanac nakon toga nije uspio pokrenuti bolid. Tjedan dana kasnije na prvoj utrci pete runde, koja se također vozila na Silverstoneu, Tsunoda se s desetog mjesta u kvalifikacijama, probio do šestog mjesta u utrci. Sljedeći dan na sprint utrci, Yuki je došao do svoje prve pobjede u Formuli 2. Japanac je startao s trećeg mjesta, te se cijelu utrku vozio na tom mjestu iza vozača momčadi Prema Racing - Roberta Švarcmana i Micka Schumachera. Dva kruga prije kraja došlo je do sudara između Preminih vozača, a Tsunoda je preuzeo vodstvo i na kraju pobijedio.
Staza Barcelona bila je šesta runda sezone, a Tsunoda je u kvalifikacijama izborio šesto najbrže vrijeme. Utrka je tekla relativno uobičajeno do 25. kruga, kada je Sean Gelael udario i izvrtio Giuliana Alesija u zavoju 10. Francuz nije mogao nastaviti utrku i na stazu je izašao safety car. Callum Ilott, Robert Švarcman i Guanyu Zhou iskoristili su priliku za drugu promjenu guma i prelazak na soft za završnicu utrke, dok je Yuki koji je odlučio ne mijenjati gume i ostati na hardu do kraja preuzeo vodstvo. Upravo je njegova odluka zakuhala borbu za pobjedu. Utrka se nastavila u 29. od planiranih 37 krugova, a iako je Ilott bio znatno brži od Tsunode, Japanac se fantastično branio. Neuspjeh u prolasku koštao je Ilotta već u 30. krugu kada Nobuharu Matsushita koristi priliku za napad i prešao Britanca. Matsushita u 30. krugu uspijeva ono što Ilott nije, u prvom zavoju napada i prolazi sunarodnjaka Tsunodu. Nakon što je Tsunoda izgubio poziciju i od Švarcmana, Roy Nissany je završio u zidu zavoja 3 nakon kontakta s Guilhermeom Samaijom, nakon čega je safety car izašao po treći put, a s obzirom na ograničenje vremena utrke od jednog sata, na grafici je počelo odbrojavanje umjesto broja krugova. Ostale su samo četiri minute, no utrka je nastavljena na jedan ludi krug. Matsushita i Švarcman su zadržali pozicije, a iza njih je nastao totalni kaos. Mazepin se probio na treće mjesto ispred Zhoua, Tsunode, Ilotta i Schumachera, ali je zbog nepoštivanja uputa trkaćeg direktora kažnjen s 5 sekundi odmah nakon utrke, što je njega bacilo skroz na 13. mjesto, Zhoua promoviralo na podij, a Tsunodu na četvrto mjesto. Sutradan na sprint utrci, Japanac je osvojio još jedno četvrto mjesto, te nakon šest rundi zauzeo četvrto mjesto u poretku vozača iza Ilotta, Švarcmana i Lundgaarda.
Nakon što je u kvalifikacijama osvojio drugi pole position, Tsunoda je sutradan na glavnoj utrci koja se vozila na Spa-Francorchampsu stigao do druge pobjede u Formuli 2. Tsunoda je uspješno obranio najbolju startnu poziciju i brzo se odvojio od ostatka vozača. U petom krugu u zavoju Blanchimont, došlo je do sudara između momčadskih kolega MP Motorsporta, Nobuharua Matsushite i Felipea Drugovicha, nakon čega je na stazi oglašen virtualni safety car. Problemi u boksu u 11. krugu, koštali su Tsunodu prvog mjesta koje je izgubio od Nikite Mazepina. Kako je utrka odmicala, Japanac se približio Rusu. U 20. krugu Tsunoda je pokušao s vanjske strane zavoja Le Combesa proći Mazepina, no Rus ga je zatvorio i otjerao na rubnik. U 24. krugu dogodila se ista scena kao i četiri kruga ranije – Tsunoda je ponovo pokušao s vanjske strane Le Combesa, no Mazepin ga je i ovog puta izgurao sa staze. Prilike za napad više nije bilo, te je Mazepin prošao ciljem kao prvi, no suci su procijenili kako je bio preagresivan u obrani pozicije protiv Yukija i dodijelili mu vremensku kaznu od 5 sekundi odmah nakon utrke. Japanac je u cilju kasnio manje od sekunde, stoga je Red Bullovom junioru tako dodijeljena druga ovosezonska pobjeda. Sutradan 30. kolovoza na sprint utrci, Tsunoda je završio na devetom mjestu.

## Formula 1

### AlphaTauri (2021.)
2021.

## Rezultati
| Sezona             | Prvenstvo                        | Momčad               | Šasija           | Motor                   | Utrke | Pobjede | Podiji | Bodovi | Plasman |
| ------------------ | -------------------------------- | -------------------- | ---------------- | ----------------------- | ----- | ------- | ------ | ------ | ------- |
| 2016.              | Japanska Formula 4               | Sutekina Racing Team | Dome F110        | TOM'S Toyota 2.0        | 2     | 0       | 1      | 30     | 16.     |
| 2017.              |                                  |                      |                  |                         |       |         |        |        |         |
| Japanska Formula 4 | Honda Formula Dream Project      | Dome F110            | TOM'S Toyota 2.0 | 14                      | 3     | 6       | 173    | 3.     |         |
| 2018.              |                                  |                      |                  |                         |       |         |        |        |         |
| Japanska Formula 4 | Honda Formula Dream Project      | Dome F110            | TOM'S Toyota 2.0 | 14                      | 7     | 11      | 245    | 1.     |         |
| 2019.              | EuroFormula Open                 | Motopark             | Dallara F317     | Volkswagen Spiess       | 14    | 1       | 6      | 151    | 4.      |
| 2019.              | FIA Formula 3 prvenstvo          | Jenzer Motorsport    | Dallara F3 2019  | Mecachrome 3.4 L V6     | 16    | 1       | 3      | 67     | 9.      |
| 2020.              | Toyota Racing Series             | M2 Competition       | Toyota FT-60     | Toyota 8AR-FTS          | 15    | 1       | 3      | 257    | 4.      |
| 2020.              | FIA Formula 2 prvenstvo          | Carlin               | Dallara F2 2018  | Mecachrome 4.0 GP2 V6 t | 24    | 3       | 7      | 200    | 3.      |
| 2021.              | FIA Svjetsko prvenstvo Formule 1 | Scuderia AlphaTauri  | AlphaTauri AT01  | Honda V6 t h 1.6        | 22    | 0       | 0      | 32     | 14.     |

### Popis rezultata uJapanskoj Formuli 4
| Sezona | Momčad                      | 1.       | 2.     | 3.      | 4.     | 5.     | 6.     | 7.     | 8.       | 9.     | 10.    | 11.    | 12.     | 13.    | 14.    | Bodovi | Poredak |
| ------ | --------------------------- | -------- | ------ | ------- | ------ | ------ | ------ | ------ | -------- | ------ | ------ | ------ | ------- | ------ | ------ | ------ | ------- |
| 2016.  | Sutekina Racing Team        | OKA      | OKA    | FUJ     | FUJ    | SUG    | SUG    | FUJ    | FUJ      | SUZ 2. | SUZ 4. | MOT    | MOT     |        |        | 30     | 16.     |
| 2017.  | Honda Formula Dream Project | OKA 3.   | OKA 1. | FUJ 11. | FUJ 5. | AUT 9. | AUT 2. | SUG 5. | SUG Odu. | FUJ 1. | FUJ 4. | SUZ 1. | SUZ 3.  | MOT 8. | MOT 4. | 173    | 3.      |
| 2018.  | Honda Formula Dream Project | OKA Odu. | OKA 1. | FUJ 1.  | FUJ 1. | SUZ 1. | SUZ 1. | FUJ 2. | FUJ 3.   | SUG 3. | SUG 1. | AUT 8. | AUT 11. | MOT 1. | MOT 2. | 245    | 1.      |

### Popis rezultata uEuroFormuli Open
| Sezona | Momčad        | 1.     | 2.     | 3.       | 4.     | 5.     | 6.     | 7.     | 8.       | 9.     | 10.     | 11. | 12. | 13. | 14. | 15.     | 16.    | 17.    | 18.    | Bodovi | Poredak |
| ------ | ------------- | ------ | ------ | -------- | ------ | ------ | ------ | ------ | -------- | ------ | ------- | --- | --- | --- | --- | ------- | ------ | ------ | ------ | ------ | ------- |
| 2019.  | Team Motopark | PRD 2. | PRD 6. | PAU Odu. | PAU 3. | HOC 4. | HOC 1. | SPA 2. | SPA Odu. | HUN 4. | HUN 11. | RBR | RBR | SIL | SIL | BAR 11. | BAR 7. | MNZ 3. | MNZ 2. | 151    | 4.      |

### Popis rezultata uFormuli 3
| Sezona | Momčad            | 1.      | 2.     | 3.     | 4.     | 5.      | 6.      | 7.      | 8.     | 9.     | 10.    | 11.    | 12.    | 13.    | 14.    | 15.     | 16.      | Bodovi | Poredak |
| ------ | ----------------- | ------- | ------ | ------ | ------ | ------- | ------- | ------- | ------ | ------ | ------ | ------ | ------ | ------ | ------ | ------- | -------- | ------ | ------- |
| 2019.  | Jenzer Motorsport | BAR 10. | BAR 9. | PRD 7. | PRD 9. | RBR 16. | RBR 11. | SIL 14. | SIL 7. | HUN 9. | HUN 6. | SPA 6. | SPA 2. | MNZ 3. | MNZ 1. | SOČ 12. | SOČ 25.* | 67     | 9.      |

### Popis rezultata uToyota Racing Series
| Sezona | Momčad         | 1.     | 2.     | 3.     | 4.      | 5.     | 6.     | 7.      | 8.      | 9.     | 10.    | 11.    | 12.    | 13.    | 14.    | 15.    | Bodovi | Poredak |
| ------ | -------------- | ------ | ------ | ------ | ------- | ------ | ------ | ------- | ------- | ------ | ------ | ------ | ------ | ------ | ------ | ------ | ------ | ------- |
| 2020.  | M2 Competition | HIG 5. | HIG 1. | HIG 4. | TER 11. | TER 7. | TER 3. | HMP 11. | HMP 16. | HMP 3. | PUK 4. | PUK 7. | PUK 4. | MAN 9. | MAN 7. | MAN 6. | 257    | 4.      |

### Popis rezultata uFormuli 2
| Sezona | Momčad | 1.      | 2.      | 3.     | 4.       | 5.      | 6.      | 7.     | 8.       | 9.     | 10.    | 11.    | 12.    | 13.    | 14.    | 15.    | 16.     | 17.     | 18.     | 19.    | 20.    | 21.    | 22.     | 23.    | 24.    | Bodovi | Poredak |
| ------ | ------ | ------- | ------- | ------ | -------- | ------- | ------- | ------ | -------- | ------ | ------ | ------ | ------ | ------ | ------ | ------ | ------- | ------- | ------- | ------ | ------ | ------ | ------- | ------ | ------ | ------ | ------- |
| 2020.  | Carlin | RBR 18. | RBR 11. | RBR 2. | RBR Odu. | HUN 16. | HUN 18. | SIL 3. | SIL Odu. | SIL 6. | SIL 1. | BAR 4. | BAR 4. | SPA 1. | SPA 9. | MNZ 4. | MNZ Nk. | MUG 16. | MUG 19. | SOČ 2. | SOČ 6. | BHR 6. | BHR 15. | SKR 1. | SKR 2. | 200    | 3.      |

### Popis rezultata uFormuli 1
| Sezona | Konstruktor / Momčad                       | 1.     | 2.      | 3.      | 4.       | 5.      | 6.     | 7.      | 8.      | 9.      | 10.     | 11.    | 12.     | 13.      | 14.     | 15.     | 16.     | 17.    | 18.      | 19.     | 20.     | 21.     | 22.    | Bodovi | Poredak |
| ------ | ------------------------------------------ | ------ | ------- | ------- | -------- | ------- | ------ | ------- | ------- | ------- | ------- | ------ | ------- | -------- | ------- | ------- | ------- | ------ | -------- | ------- | ------- | ------- | ------ | ------ | ------- |
| 2021.  | AlphaTauri-Honda Scuderia AlphaTauri Honda | BHR 9. | EMI 12. | POR 15. | ŠPA Odu. | MON 16. | AZE 7. | FRA 13. | ŠTA 10. | AUT 12. | VBR 10. | MAĐ 6. | BEL 15. | NIZ Odu. | ITA Ns. | RUS 17. | TUR 14. | SAD 9. | CMX Odu. | SAP 15. | KAT 13. | SAU 14. | ABU 4. | 32     | 14.     |

## Vanjske poveznice
- Yuki Tsunoda - Official website
- Yuki Tsunoda - Driver Database
- Yuki Tsunoda - Stats F1